# Perseus Crags
Perseus Crags är en kulle i Antarktis. Den ligger i Västantarktis. Argentina, Chile och Storbritannien gör anspråk på området. Toppen på Perseus Crags är 1 293 meter över havet.
Terrängen runt Perseus Crags är platt åt sydväst, men åt nordost är den kuperad. Trakten är obefolkad. Det finns inga samhällen i närheten.